# L'Affaire Dominici (telefilme)
L'Affaire Dominici é um telefilme francês de 2003 dirigido por Pierre Boutron e estrelado por Michel Serrault e Michel Blanc.

## Sinopse
Na manhã de 5 de agosto de 1952, não muito longe da cidade provençal de Lurs, os corpos de três turistas ingleses, Sir Jack Drummond, sua esposa Ann e sua filha Elisabeth, de 10 anos, foram encontrados à beira da Nationale 96, localizada perto do Durance, nas proximidades da fazenda da família Dominici. Encarregado da investigação, o comissário Edmond Sébeille rapidamente suspeita do patriarca Gaston Dominici que foi acusado de triplo homicídio e condenado à morte em 1954 .

## Elenco
- Michel Serrault  como Gaston Dominici
- Michel Blanc como Comissário Edmond Sébeille
- Thomas Jouannet como  Lucas Fabre
- Bruno Slagmulder  como Gustave Dominici
- Julie Delarme  como Yvette Dominici
- Vincent Martin como Clovis Dominici
- Armelle Deutsch  como Brigitte
- Jacques Spiesser como  Juiz Roger Périès
- Rainha Bartève como  Marie Dominici
- Philippe Dormoy  como  Paul Maillet
- Damien Jouillerot  como Zézé Perrin